# Rumunia na Letnich Igrzyskach Olimpijskich 1956
Rumunię na Letnich Igrzyskach Olimpijskich 1956 reprezentowało 44 zawodników – 33 mężczyzn i 11 kobiet. Po raz pierwszy w historii, rumuńskich startów dwoje zawodników zdobyło więcej niż jeden medal.

## Medale
| Medal  | Zawodnicy | Sport       | Konkurencja         | Data |
| ------ | --- | ----------- | ------------------- | ---- |
| złoto  | Leon Rotman | Kajakarstwo | C-1 100m mężczyzn   |      |
| złoto  | Leon Rotman | Kajakarstwo | C-1 10000m mężczyzn |      |
| złoto  | Dumitru Alexe Simion Ismailciuc                                                                                              | Kajakarstwo | C-2 1000m mężczyzn  |      |
| złoto  | Nicolae Linca | Boks        |                     |      |
| złoto  | Ștefan Petrescu | Strzelectwo |                     |      |
| srebro | Mircea Dobrescu | Boks        |                     |      |
| srebro | Gheorghe Negrea | Boks        |                     |      |
| srebro | Olga Szabó-Orbán | Szermierka  |                     |      |
| brąz   | Constantin Dumitrescu | Boks        |                     |      |
| brąz   | Francisc Horvath | Zapasy      |                     |      |
| brąz   | Elena Leuștean-Popescu Sonia Iovan-Inovan Gheorgheta Hurmuzachi Emilia Vătășoiu-Liță Elena Mărgărit-Niculeșcu Elena Săcălici | Gimnastyka  |                     |      |
| brąz   | Elena Leuștean-Popescu | Gimnastyka  |                     |      |
| brąz   | Gheorghe Lichiardopol | Strzelectwo |                     |      |

## Wyniki

### Boks
Mężczyźni
- Mircea Dobrescu
- Constantin Dumitrescu
- Nicolae Linca
- Gheorghe Negrea

### Gimnastyka
Kobiety
- Gheorgheta Hurmuzachi
- Sonia Iovan-Inovan
- Elena Leuștean-Popescu
- Elena Mărgărit-Niculeșcu
- Elena Săcălici
- Emilia Vătășoiu-Liță

### Kajakarstwo
Mężczyźni
- Mircea Anastasescu
- Dumitru Alexe
- Simion Ismailciuc
- Leon Rotman
- Stavru Teodorov

### Lekkoatletyka
Mężczyźni
- Ion Barbu
- Dumitru Paraschivescu
- Ilie Savel

Kobiety
- Iolanda Balaș
- Lia Manoliu

### Pięciobój nowoczesny
Mężczyźni
- Victor Teodorescu
- Cornel Vena
- Dumitru Țintea

### Piłka wodna
Mężczyźni
- Ivan Bordi
- Alexandru Bădiță
- Iosif Deutsch
- Zoltan Hospodar
- Alexandru Marinescu
- Gavril Nagy
- Alexandru Szabo
- Aurel Zahan
- Francisc Șimon

### Pływanie
Mężczyźni
- Alexandru Popescu

Kobiety
- Maria Both

### Strzelectwo
Mężczyźni
- Constantin Antonescu
- Gheorghe Lichiardopol
- Ștefan Petrescu
- Iosif Sîrbu

### Szermierka
Kobiety
- Ecaterina Orb-Lazăr
- Olga Szabó-Orbán

### Zapasy
Mężczyźni
- Dumitru Gheorghe
- Francisc Horvath
- Ion Popescu
- Dumitru Pârvulescu